# Tenebroides crassicornis
Tenebroides crassicornis là một loài bọ cánh cứng trong họ Trogossitidae. Loài này được Horn miêu tả khoa học năm 1862.